# تپه گذرگاه
تپه گذرگاه مربوط به عصر مس و سنگ است و در شهرستان سرپل ذهاب، بخش مرکزی، دهستان قلعه شاهین، ۱/۲ کیلومتری جنوب غرب روستای تنگ اسماعیل خان واقع شده و این اثر در تاریخ ۲۷ اسفند ۱۳۸۷ با شمارهٔ ثبت ۲۶۴۶۶ به‌عنوان یکی از آثار ملی ایران به ثبت رسیده است.